# جوشوا براودر
جوشوا براودر (بالإنجليزية: Joshua Browder)‏ هو شخصية أعمال بريطاني، ولد في 1997 في لندن في المملكة المتحدة.